# 가드 밴드
가드 밴드(guard band)에는 몇 가지 의미가 있다.

## 무선 및 전기 신호
무선 분야에서 가드 밴드는 주파수 분할 다중화 방식에서 각 채널간 간섭을 막기 위해서 일종의 완충지역 역할을 수행하는 일을 가리킨다.

## 기록
녹음, 녹화, 데이터 기록에서는 적절한 트랙 위의 신호가 서로 간섭되지 않게 하는, 자기 테이프나 다른 자기 매체 간의 기록되지 않은 공간을 가리킨다.

## 컴퓨터 그래픽스
컴퓨터 그래픽스에서 가드 밴드는 렌더링이 무시되는 실제 화면 테두리의 가상 영역을 가리킨다. (클리핑)